# Спеціальні війська
Спеціа́льні війська́ — війська і служби Збройних Сил, призначені для забезпечення бойової діяльності військ, що виконують вузькоспеціалізовані функції, та мають на озброєнні спеціально призначену для цього бойову та іншу техніку.
Українське законодавство надає наступне визначення: «Спеціальні війська — війська, що призначені для забезпечення бойової діяльності збройних сил і вирішення властивих їм спеціальних завдань. Вони включають: з'єднання і військові частини розвідки, війська зв'язку, радіоелектронної боротьби, інженерні війська, війська радіаційного, хімічного і біологічного захисту, залізничні війська, топогеодезичні, гідрографічні, гідрометеорологічні (метеорологічні) частини.»
До спеціальних військ відносяться:
- розвідувальні війська
- інженерні війська
- війська радіаційного, хімічного та біологічного захисту (РХБз)
- війська зв'язку
- війська радіоелектронної боротьби (РЕБ)
- війська технічного забезпечення
- військово-будівельні війська
- топогеодезічні війська
- гідрометеорологічні війська
- автомобільні війська
- служба озброєння
- служба тилу

Успішне виконання загальновійськовими формуваннями завдань, що стоять перед ними, забезпечується спеціальними військами (інженерними, радіаційного, хімічного і біологічного захисту та інші) і службами (озброєння, тилу).

## Ресурси Інтернету
- СПЕЦИАЛЬНЫЕ ВОЙСКА
- Специальные войска [Архівовано 14 липня 2011 у Wayback Machine.]
- Специальные войска
- Специальные войска [Архівовано 23 травня 2008 у Wayback Machine.]